# Florin Ciulache
Florin Ciulache (n. la 26 mai 1977 în București) este un artist vizual român.

## Studii
- 1987-1995 Liceul de Arte Plastice Nicolae Tonitza, București
- În 2001 a absolvit Universitatea Națională de Arte, București, Secția Pictura.
- În 2003 absolvent Master în Arte Vizuale la Universitatea Națională de Arte, București, specializarea Pictură.

## Expoziții personale
- 2008, Scrambled channel, „Galeria 26”, București[2]
- 2007, "Personal Computer", Galeria Posibilă, București
- 2007, ERROR OCCURRED, Hart, Gallery, București[3]
- 2005, DESPRE FOC, Galeria Posibilă, București[4]
- 2004, NO SIGNAL, Galeria Posibilă, București[5]

## Expoziții de grup
- 2010 Badly Happy: Pain, Pleasure and Panic in Recent Romanian Art, San Francisco, curator Erwin Kessler;
- 2009 VOLTA SHOW, Basel, împreună cu Ion Bârlădeanu, Alexandru Paul, Raul Ciosici
- 2007, participare la Bologna Arte Fiera, Italia / Galeria Posibilă
- 2006, SEKUNDEN VOM DER UNGLUCK II, Galerie Centrum, Graz, Austria
- 2006, “Retinal - Seducție”, Sibiu, Cluj-Napoca, Miercurea-Ciuc, București
- 2006, Art Fair, Vienna, Austria / Galeria Posibila
- 2006, Bologna Arte Fiera, Italia / Galeria Posibila
- 2005, Clipe de coșmar, Galeria Ataș, Cluj
- 2005, Works 5, Galeria de Artă, Bistrița, BN
- 2004, OBIECT, Galeria Orizont (curator Oana Tănase), București
- 2004, Generații Contemporane, organizată de Galeria Posibilă la Sala Palatului (Festivalului Artelor)
- 2004, Atterrisssage, Centrul Cultural Român, Paris, Franța
- 2003, Accente – Amprente, Galeria Apollo, București
- 2003, Studii Aprofundate, Galeria Apollo, București
- 2003, Galeriile T.N.B, București
- 2003, Burse pentru Tineri U.A.P., Galeria Galla, București
- 2002, Salonul Municipal de Artă, București
- 2002, Accente – Amprente. Galeria Apollo, București
- 2002, Târgul de Carte Gaudeamus, Romexpo, București
- 2001, Salonul Municipal de Artă, București
- 2001, Accente – Amprente. Galeria Apollo, București
- 2001, Șapte pictori la Orizont, Orizont, București
- 2001, Complexul Muzeal „Curtea Veche”, București
- 2001, Muzeul Literaturii Române, București
- 2000, Accente – Amprente. Galeria Apollo, București
- 2000, Târgul de Carte Gaudeamus, Romexpo, București
- 1999, Accente – Amprente. Galeria Apollo, București

## Premii
- 2003 - Premiul Uniuni Artiștilor Plastici din România
- 2001 - Premiul III – Pictură, Expoziția Anuală Accente – Amprente, București

## Manifest
"Puțin timp pierdut în fața display-ului și s-au lipit de tine câteva zeci de MB de informații inutile. Inutile, zic eu, pentru că nu știu ce poți să mai faci cu ele după ce au trecut.
După ce le vad pictate e ca și cum le-am dat delete și pot să le șterg, să dispara de pe hard. Fac loc pentru altele care sigur vor trebui șterse prin aceeași metodă. Rămâne în urmă un fel de print screen manual.
Imaginile sunt niște flash-uri câteva secunde de realitate pe care am vrea să o traversam cât mai repede, este doar preparația pentru ce va urma.
De aici înainte pentru fiecare începe o realitate proprie."

## Aprecieri
Îți este greu să recunoști că nu te mai uiți cât te uitai înainte la Animal Planet sau cum îi zice... a da - la Discovery Channel. De fapt DISCOVERY a ieșit complet din vocabularul nostru vizual. Cu ani în urmă vânai temele lunii, programe în premieră, serialul preferat, bătălii analizate cu mare minuțiozitate, filme de arhivă. Toate astea s-au fumat, sunt depășite de ochiul care a văzut toate civilizațiile și-a trăit e/misiunea istorică. Poate de vină este LOGO-ul; ștampila vizuală piratată de Florin Ciulache.Sunt anumite momente când programele educative (vezi Animal Planet) își fac auto-promoție. Păi ce să faci atunci când nu dai nici nu fel de promoție de alt gen? Trebuie să arăți că și cunoașterea merită.Ecranul devine verde și încep să se plimbe tot felul de lighioane facute în flash și care se joacă cu globul pământesc - ba chiar uneori globul începe să sară și să înoate. Cum se joacă elefantul cu pamântul - tot așa ne jucăm și noi cu telecomanda, că doar trăim pe planeta animalelor și cum știm de la Konrad Lorenz încoace: tare ne place să ne mai hârjonim.
Blocajul, ieșirea din emisie, canalul deschis și nemișcat - tot atâtea tablouri care după ora trei dimineața (o oră potrivită pentru astfel de experiențe televizibile) au rămas pe ON sau STAND BY în apartamentul lui Florin Ciulache. Poate că de aia nu mai există nici canalul ARTE - pentru că singura artă e arta live-ului; nimic nu se compară cu EURO-SPORT LIVE și REALITY TV. Suprafața lucrării este scorojită ca o ușă de container. Interfața "reality" este o interfață grea ca o ușă din Jurassic Park. Ești în siguranță, dar ferește-ți copiii, ascunde bebelușii pentru că urmează ceva infiorător. Tot atât de infiorător precum culorile primare afișate la sfârșitul programului - atunci când îți dai seama că mâine ai să fii terminat, că la servici de abia o să ai putere să te duci la dozatorul de cafea, și că iarăși ai pierdut vremea degeaba încercând să înțelegi de ce a dispărut civilizația mayasa.
Dacă ți-a murit monitorul este un semn bun. Că asta încearca să ne învețe și Florin Ciulache. "NO OR BAD SIGNAL" este un semnal de bun augur. Movul liniștititor este în măsură să îți stingă orice dispozitiv de recepție. Alte jocuri de albastru și blue screens nu sunt acolo decât ca să calmeze și să te învețe că totul are loc pe un Blue 
Screen - chiar și lupta dintre Yoda și Count Dooku. Restul ține de momentul cheie - atunci când cu ochii umflați de somn și cu o pâclă în priviri încerci să apeși pe butonul ăla de jos și nu poți.
Apeși degeaba pentru că imaginea nu s-a uscat, nu e pe freeze, tușele sunt groase și din el radiază undele alea care au reușit să-ți omoare toți țânțarii din sufragerie. Ștefan Tiron
Apocalipsa se amană
Florin Ciulache este un pictor arhivar de imagini iconice. De aceea nu inchide televizorul sau computerul atunci cind lucreaza. Pentru el, imaginile cu putere nu mai pot veni decit via media. Intr-o lume grabita, el are rabdarea sa picteze cu mult impasto - mire, hidranti sau ferestre de windows. Este primul iconar laic al societatii mediatice romanesti. (…)  Dan Popescu
Scrambled Channel
Unul dintre instigatorii miscarii sf cyberpunk, Bruce Sterling vorbeste
In manifestul The Dead Media Project despre necesitatea unei Carti a
Mediilor moarte. Cum exista cartea egipteana a mortilor asa ar trebui sa existe si o carte de capatai a mediilor expirate. O perspectiva paleontologica a istoriei noilor medii, eliberata de presiunea hype-ului si a ultimului ragnet. Orientare si ghid potential in mijlocul maelstrom-ului provocat de revolutia digitala. Ce se intampla cu floppy-discurile? Intrebarea nu este cine mai citeste carti, ci mai degraba, cine mai citeste azi dischete? Unde raman stocate skin-urile de pe ecrane? Stratigrafia ecranelor si a display-urilor ramane saracacioasa, si necesita inregistrari inafara mediilor sursa. Nimeni nu stia cum arata pielea dinozaurilor, pentru ca nu s-au pastrat decat schelete. Doar hardware calcifiat. Dar azi stim cum arata skin-ul pentru ca dinozaurii au lasat inregistrari de piele acolo unde s-au tolanit, acolo unde au chilluit, si au rămas trantiti pe jos.
La fel si skin-urile inmagazinate de Florin Ciulache. Cadre fixe, cortinele unor emisiuni si revizii tehnice. In succesiunea continua de cadre, doar aceste skin-uri lasa urme pe retina. In lumea animatiilor, a motion grafixului omniprezent, fixitatea, reperul nu vine decat de la
Momentele dintre, de la pauze, respiro-uri bidimensionale care rezista blocate de buna voie. Cadrul fix unde nimic nu se misca este poate pe cale de disparitie. Putine medii insa dispar cu adevarat, majoritatea traiesc ca niste zombie media, departe de ochiul atent, impotmolite in functii uitate. Culorile acestor skin-uri de ecrane aplica lectii verificate.
Pe de-o parte sunt luate direct din limbajul violent al armatei, politiei, protectiei si accidentelor. Dar e vorba de pattern-uri verificate de istoria naturala a viespilor cu dungi galbene si negre, a serpilor neveninosi care imita serpi veninosi pentru ca veninul este prea costisitor.ajungand la benzile de plastic galben-negre care marcheaza santiere, zona crimei si Reality TV show-ul. Ștefan Tiron

## Lucrări de Florin Ciulache- selecție
- PREMERE IN CASO - ulei pe pânză - 80x92 cm - 2004
- Turn off - ulei pe pânză - 75x115 cm - 2007
- Eurosport - ulei/pânză - 86x110cm - 2003